# ファンキーグラマラス (KREVAの曲)
「ファンキーグラマラスfeat.Mummy-D」（ファンキーグラマラス・フィーチャリング・マミーディー）は、日本のヒップホップMC、KREVAの3枚目のシングル。発売元はポニーキャニオン。

## 概要
- KREVAの1枚目のアルバム『新人クレバ』からシングルカットされた作品[1]。リマスタリングも行われた[2]。
- 盟友のRHYMESTERおよびマボロシのMC、Mummy-Dを客演にした曲[3]。
- マボロシでは、3枚目のシングルとしてKREVAが客演した『ファンキーグラマラス Part2 featuring KREVA』が同日（2005年1月13日）発売された。CDジャケットやミュージック・ビデオでも両作がコラボレーションを果たしている[2]。

## 収録曲
| #         | タイトル                                                                       | 作詞           | 作曲           | 時間  |
| --------- | ------------------------------------------------------------------------------ | -------------- | -------------- | ----- |
| 1.        | 「ファンキーグラマラス feat.Mummy-D」                                          | KREVA, Mummy-D | KREVA, Mummy-D | 3:12  |
| 2.        | 「ファンキーグラマラス Part2 マボロシ feat.KREVA＜Dr.K Remix＞」               |                |                | 4:42  |
| 3.        | 「ファンキーグラマラス feat.Mummy-D＜ROCK-Tee's Funk-Tank Freak Show Remix＞」 |                |                | 4:02  |
| 4.        | 「ファンキーグラマラス feat.Mummy-D Inst.」                                    |                |                | 3:13  |
| 合計時間: | 合計時間:                                                                      | 合計時間:      | 合計時間:      | 15:09 |